# برج مياه (الخرج)
برج مياه الخرج، يُعد البرج أحد أبرز المعالم مدينة السيح بمحافظة الخرج. يقع على طريق الملك عبد العزيز في مدينة السيح. يبلغ ارتفاع البرج 105 أمتار عن سطح الأرض، وتبلغ الطاقة الاستيعابية لخزان المياه 7.800 متر مكعب، وقد بلغت التكلفة الاجمالية لإنشاء البرج ما يقارب 103 ملايين ريال، وتم إنشاؤه عام 1406 هـ.

## البناء
تم ترسية مشروع إنشاء برج مياه الخرج على إحدى الشركات العالمية بمبلغ 116 مليون ريال، ومدة تنفيذه 24 شهرا، وسعة البرج 7.800 متر مكعب كما يبلغ ارتفاع البرج 105 أمتار. كانت ترسية المشروع في عهد الملك خالد عام 1401 هـ الموافق 1981م، وبدأ واستمر العمل فيه في عهد الملك فهد وتم إنشائه في عام 1406 هـ الموافق 1986م.

## أجزاء البرج
يتكون البرج من خمسة أدوار على النحو التالي:
- دور القبو: ويحتوي على مكاتب الإدارة والفنيين والتحكم والمراقبة والمطبخ الرئيسي والمحطة الفرعية الكهربائية بالإضافة إلى الغرف الكهربائية والميكانيكية لوحدات التبريد والتكييف وقد تعرضت لأضرار بالغة نتيجة غمرها بالسيول أثناء مداهمة السيول لمحافظة الخرج عام 1424 هـ وخصوصاً الأنظمة الالكترونية وأنظمة المراقبة والتحكم وأنظمة الإنذار ومكافحة الحريق بالإضافة إلى وحدات خلط الهواء والمراوح الإرجاعية الموجودة بدور القبو.
- الدور الأول: يحتوي على صالات للتسوق وللمحاضرات وللاستقبال وكافتيريا للعوائل وصالة للمعارض الفنية.
- الدور الثاني: ويحتوي على مطاعم للعوائل والعزاب وكذلك المطل.
- الدور الثالث: وهو بالكامل عبارة عن مطعم دوار (بأرضية متحركة) بالإضافة إلى ملحق المطبخ العلوي مجهز بثلاجات تبريد ذات طاقة تخزينية عالية وهو يتسع لقرابة 320 شخصاً في وقت واحد ومجهز بالطاولات والكراسي.
- الدور الرابع: دور الميكانيكا ويحتوي على أجهزة التكييف المركزي والمبردات الرئيسية وغرف المصاعد ومحطة كهربائية فرعية ووحدات التبريد ومضخات الإمداد والتي تقدم الخدمات المساندة للبرج.[4]

## وصلات خارجية
- برج مياه الخرج معلم حضاري.
- برج الخرج واجهة فاخرة للزيارة.. ودعوة لاستثماره.